# Ieva Narkutė

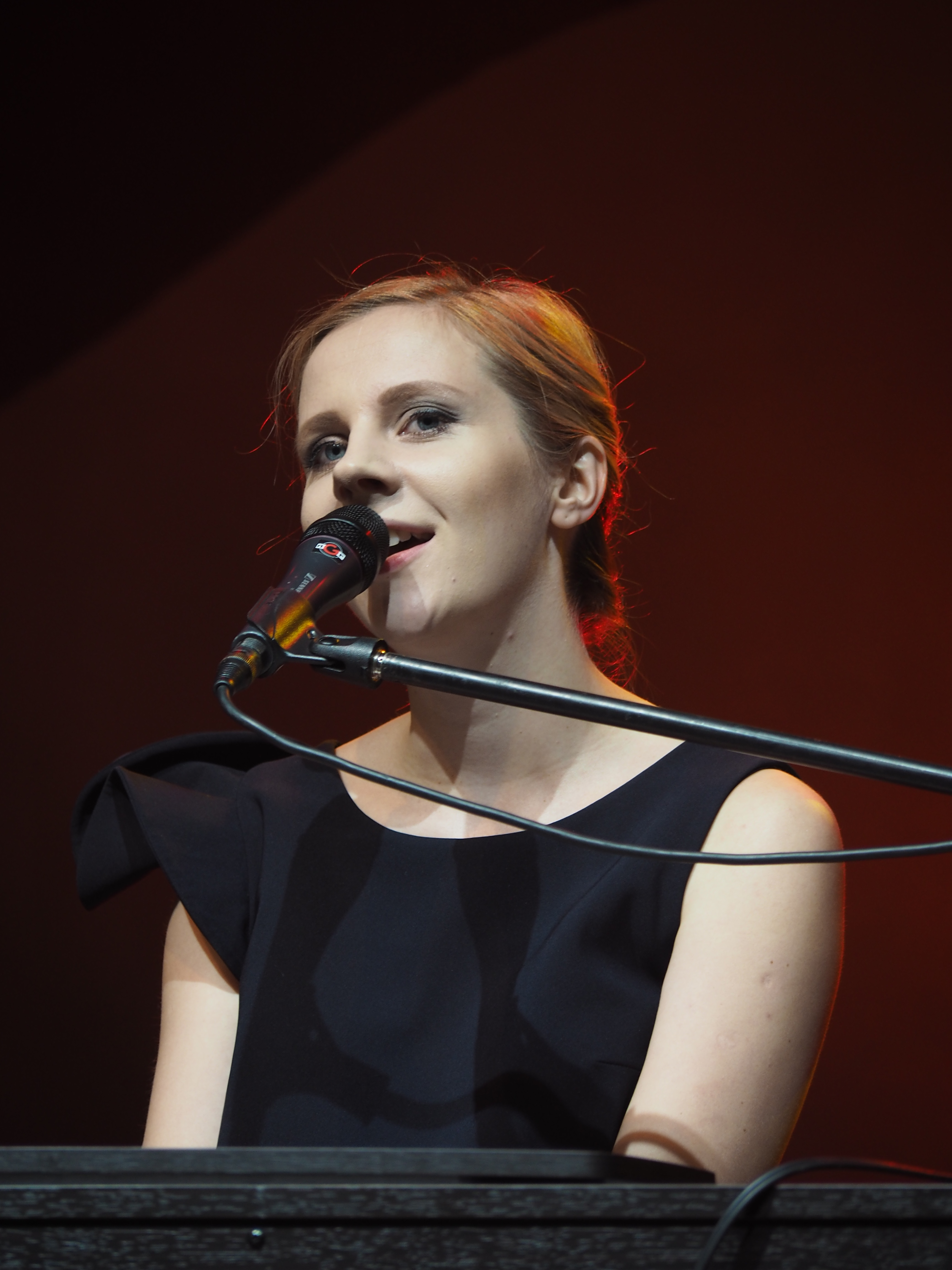
Ieva, 2016

Ieva Narkutė-Šeduikienė alias Jieva (* 1987 in Kaunas, Litauische SSR) ist eine litauische Singer-Songwriterin. Stilistisch wird sie der gesungenen Poesie zugeordnet.
Sie wuchs in Šiauliai auf. Ihre Eltern sind Musiker. Sie studierte Psychologie und ihr Lied „Raudoni vakarai“ war ein Hit.

## Ehrungen/Preis
- 2007 – Preis Saulius Mykolaitis[3]
- 2011 – Musikpreise T.Ė.T.Ė., bester Sänger

## Diskografie
- Vienas (2013)
- Švelnesnis žvėris (2014)
- Ieva Narkutė sutinka Lietuvos valstybinį simfoninį orkestrą (2016)